# Чемпионат Северной, Центральной Америки и Карибского бассейна по волейболу среди мужчин 2023
28-й чемпионат Северной, Центральной Америки и Карибского бассейна (NORCECA) по волейболу среди мужчин проходил с 5 по 10 сентября 2023 года в Чарлстоне (штат Западная Виргиния, США) с участием 7 национальных сборных команд. Чемпионский титул в 10-й раз в своей истории выиграла сборная США.

## Команды-участницы
США — команда страны-организатора;
Канада, Куба, Пуэрто-Рико, Мексика, Доминиканская Республика, Гватемала — по рейтингу NORCECA на 1 января 2023 года.
Вместо отказавшейся сборной Гватемалы в число участников включена сборная Суринама в качестве победителя Карибского чемпионата 2023

## Система проведения чемпионата
7 команд-участниц на предварительном этапе были разбиты на две группы, в которых играли в один круг. Первичным критерием при распределении мест в группах служило общее количество побед, затем количество набранных очков, соотношение партий, соотношение игровых очков и, наконец, результаты личных встреч. За победу со счётом 3:0 начислялось 5 очков, за победу 3:1 — 4, 3:2 — 3 очка, за поражение 2:3 проигравший получал 2 очка, 1:3 — 1 и за поражение 0:3 очки не начислялись. Победители групп напрямую вышли в полуфинал плей-офф. Команды, занявшие в группах 2-е и 3-и места, вышли в четвертьфинал и в стыковых матчах определили ещё двух участников полуфинала. Полуфиналисты по системе с выбыванием определили призёров первенства. 

## Игровая арена

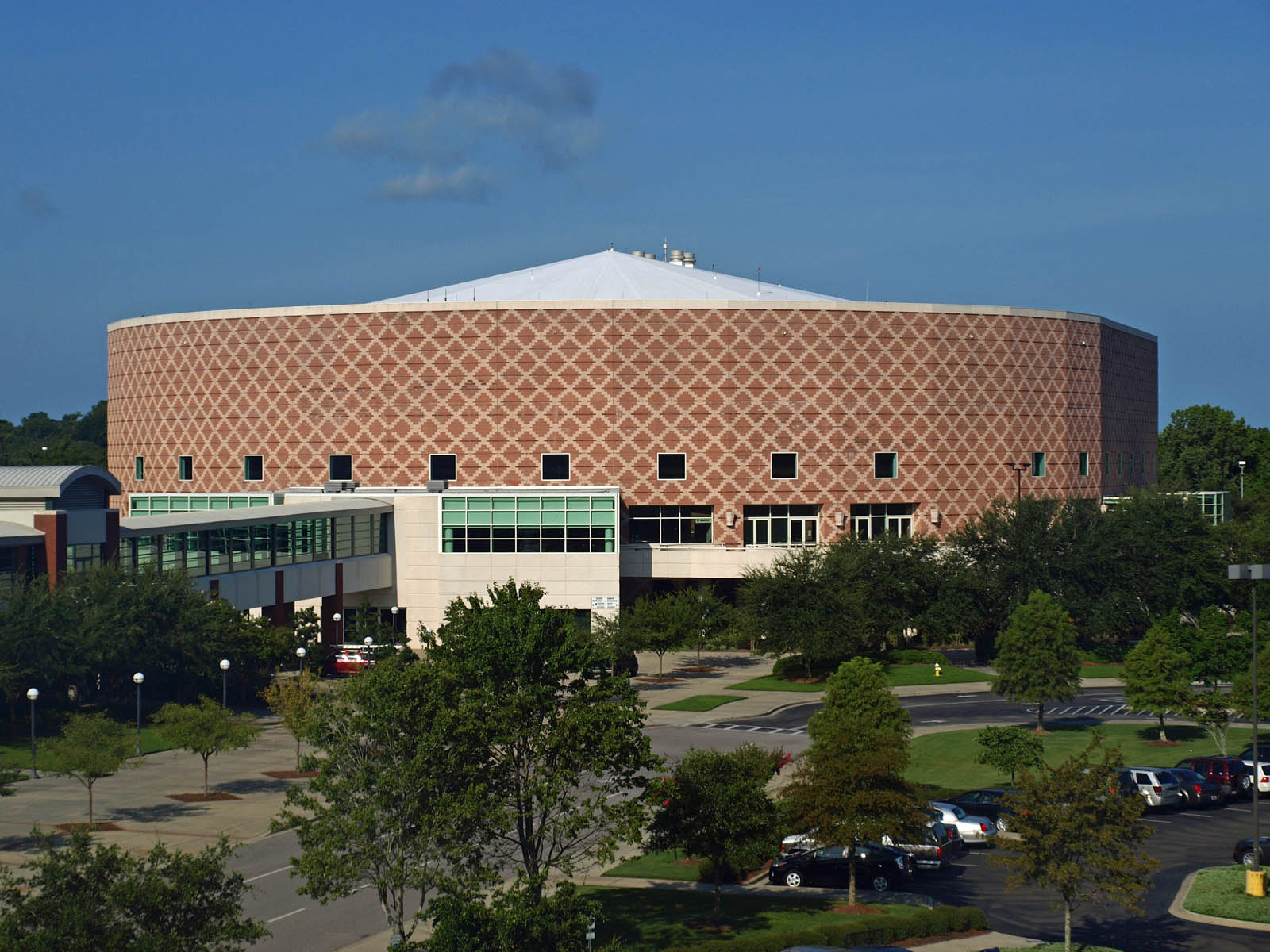
«Чарлстон Колизеум»

Все матчи чемпионата прошли в спортивно-выставочном комплексе «Чарлстон Колизеум» (англ. «Charleston Coliseum») города Чарлстон (штат Западная Виргиния, США). Комплекс открыт в 1958, реконструирован — в 2015 году. Вместимость 13300 зрителей.

## Предварительный этап

### Группа А
| М | Команда                  | 1   | 2   | 3   | И | В | П | С/П | О  |
| - | ------------------------ | --- | --- | --- | - | - | - | --- | -- |
| 1 | Канада                   |     | 3:0 | 3:0 | 2 | 2 | 0 | 6:0 | 10 |
| 2 | Доминиканская Республика | 0:3 |     | 3:0 | 2 | 1 | 1 | 3:3 | 5  |
| 3 | Мексика                  | 0:3 | 0:3 |     | 2 | 0 | 2 | 0:6 | 0  |

5 сентября: Канада — Доминиканская Республика 3:0 (25:11, 25:8, 25:12).
6 сентября: Канада — Мексика 3:0 (25:18, 25:18, 25:20).
7 сентября: Доминиканская Республика — Мексика 3:0 (25:21, 25:21, 25:21).

### Группа В
| М | Команда     | 1   | 2   | 3   | 4   | И | В | П | С/П | О  |
| - | ----------- | --- | --- | --- | --- | - | - | - | --- | -- |
| 1 | США         |     | 3:2 | 3:0 | 3:0 | 3 | 3 | 0 | 9:2 | 13 |
| 2 | Куба        | 2:3 |     | 3:0 | 3:0 | 3 | 2 | 1 | 8:3 | 12 |
| 3 | Пуэрто-Рико | 0:3 | 0:3 |     | 3:0 | 3 | 1 | 2 | 3:6 | 5  |
| 4 | Суринам     | 0:3 | 0:3 | 0:3 |     | 3 | 0 | 3 | 0:9 | 0  |

5 сентября: Куба — Пуэрто-Рико 3:0 (25:21, 25:19, 25:15); США — Суринам 3:0 (25:14, 25:9, 25:10).
6 сентября: Куба — Суринам 3:0 (25:11, 25:19, 25:23); США — Пуэрто-Рико 3:0 (25:14, 25:18, 25:12).
7 сентября: Пуэрто-Рико — Суринам 3:0 (25:22, 25:15, 25:21); США — Куба 3:2 (25:22, 25:17, 24:26, 22:25, 15:12).

## Плей-офф

### Четвертьфинал
8 сентября
Куба — Мексика 3:0 (25:20, 25:15, 25:23).
Доминиканская Республика — Пуэрто-Рико 3:0 (25:19, 25:21, 32:30).

### Матч за 5-е место
9 сентября
Мексика — Пуэрто-Рико 3:1 (25:22, 27:29, 25:20, 25:20).

### Полуфинал
9 сентября
США — Доминиканская Республика 3:0 (25:22, 25:12, 25:14).
Канада — Куба 3:2 (18:25, 25:21, 25:17, 24:26, 15:13).

### Матч за 6-е место
10 сентября
Пуэрто-Рико — Суринам 3:1 (25:11, 21:25, 25:19, 25:14).

### Матч за 3-е место
10 сентября
Куба — Доминиканская Республика 3:0 (25:15, 25:14, 25:16).

### Финал
10 сентября
США — Канада 3:0 (25:20, 25:14, 25:22). Отчёт

## Итоги

### Положение команд
| США                         |
| Канада                      |
| Куба                        |
| 4. Доминиканская Республика |
| 5. Мексика                  |
| 6. Пуэрто-Рико              |
| 7. Суринам                  |

### Мировая квалификация
3 лучшие команды по итогам чемпионата — США, Канада и Куба — квалифицировались на чемпионат мира 2025.

### Призёры
США: Мэттью Андерсон, Аарон Расселл, Джеффри Джендрик, Тимоти Макинтош, Тори ДеФалько, Джейк Хейнс, Мика Кристенсон, Максвелл Холт, Мика Маа, Томас Яшке, Гарретт Муагутутиа, Тэйлор Эврилл, Дэвид Смит, Эрик Сёдзи. Тренер — Джон Спироу.
  Канада: Пирсон Ещенко, Люк Херр, Николас Хог, Дэнни Демьяненко, Стефен Маар, Бретт Уолш, Лукас ван Беркел, Сэмюэль Купер, Артур Шварц, Джордан Шнитцер, Джастин Лью, Джордан Канэм, Эрик Луппки, Лэндон Курри, . Тренер — Томас Саммелвуо.
  Куба: Осниэль Мельгарехо Эрнандес, Алексис Уилсон Веласкес, Хавьер Консепсьон Рохас, Кристиан Тондике Мехиас, Йондер Роман Гарсия Альварес, Мигель Давид Гутьеррес Суарес, Ливан Табоада Диас, Хесус Эррера Хайме, Хосе Карлос Ромеро Гонсалес, Роами Алонсо Арсе, Мигель Анхель Лопес Кастро, Хосе Мигель Гутьеррес Суарес, Марлон Янт Эррера, Ален Жорже Салас. Тренер — Хесус Анхель Крус Лопес.

### Индивидуальные призы
| - MVP Мика Кристенсон - Лучшие нападающие-доигровщики Тристан Лоуренс Стефен Маар - Лучшие центральные блокирующие Антонио Элиас Дэнни Демьяненко - Лучший связующий Люк Херр - Лучший диагональный нападающий Артур Шварц | - Лучший либеро Ирам Браво - Лучший на подаче Мигель Анхель Лопес - Лучший на приёме Эрик Сёдзи - Лучший в защите Ирам Браво - Самый результативный Тристан Лоуренс |